# رویان (فرانسه)
رویان (به انگلیسی: Royan) نام منطقه‌ای در جنوب غرب فرانسه است.

جانمایی رویان در نقشه

## حمل ونقل

### جاده‌ها
جاده RN۱۵۰ این اجازه را می‌دهد تا در کمتر از یک ساعت از رویان به سینتس برسیم.

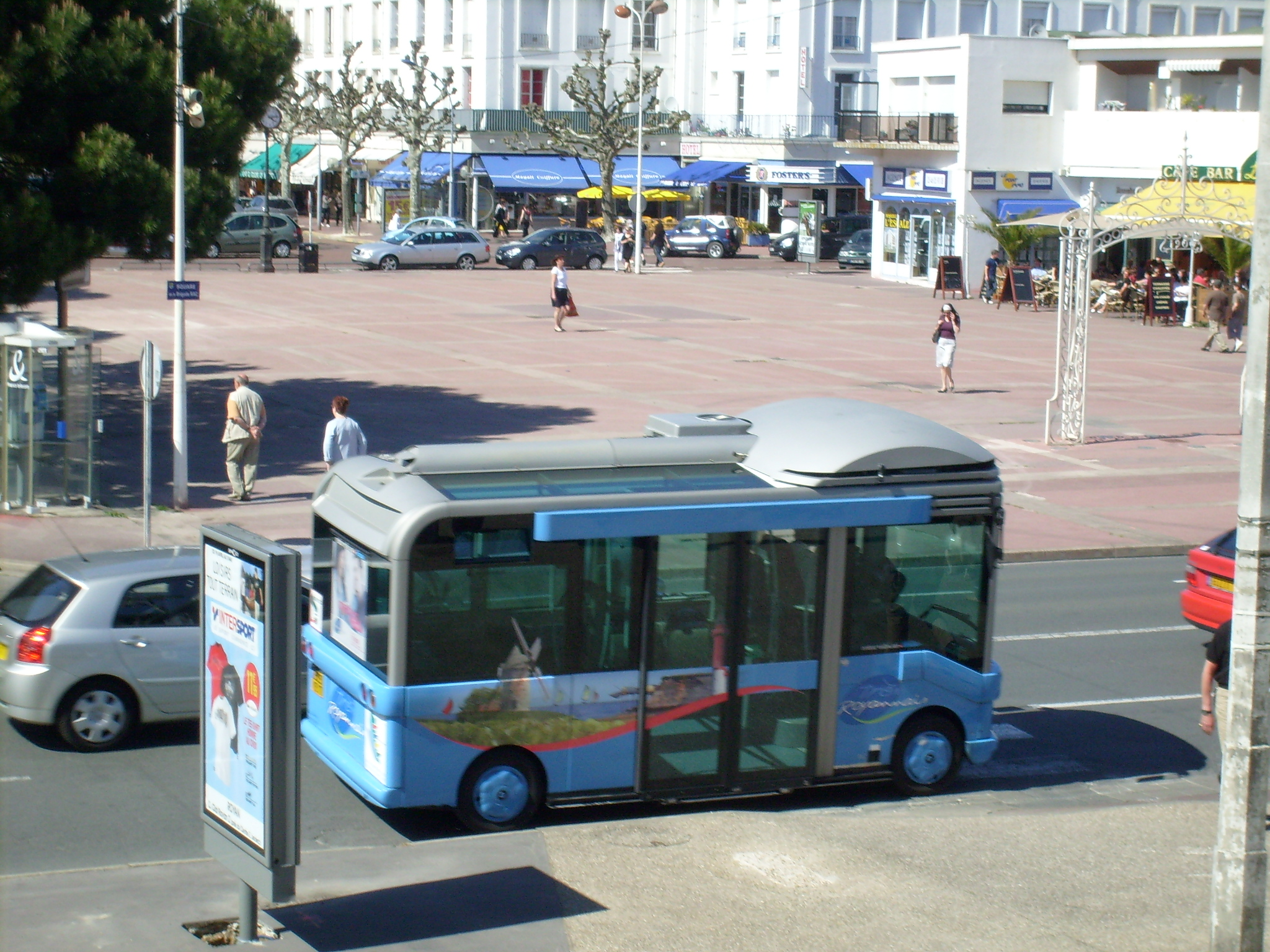

### راه آهن
ایستگاه راه آهن SNCF رویان، آخرین ایستگاه از خط متصل کنندهٔ شهرهای سینتس، آنگولمه و نیورت است.

### فرودگاه‌ها
موقعیت رویان به گونه ایست که خود فرودگاه ندارد. فرودگاه روچفورد سینت آگنانت در حدود ۳۰ کیلومتری(۱۹ مایلی) این شهر قرار دارد.

### قرون وسطی

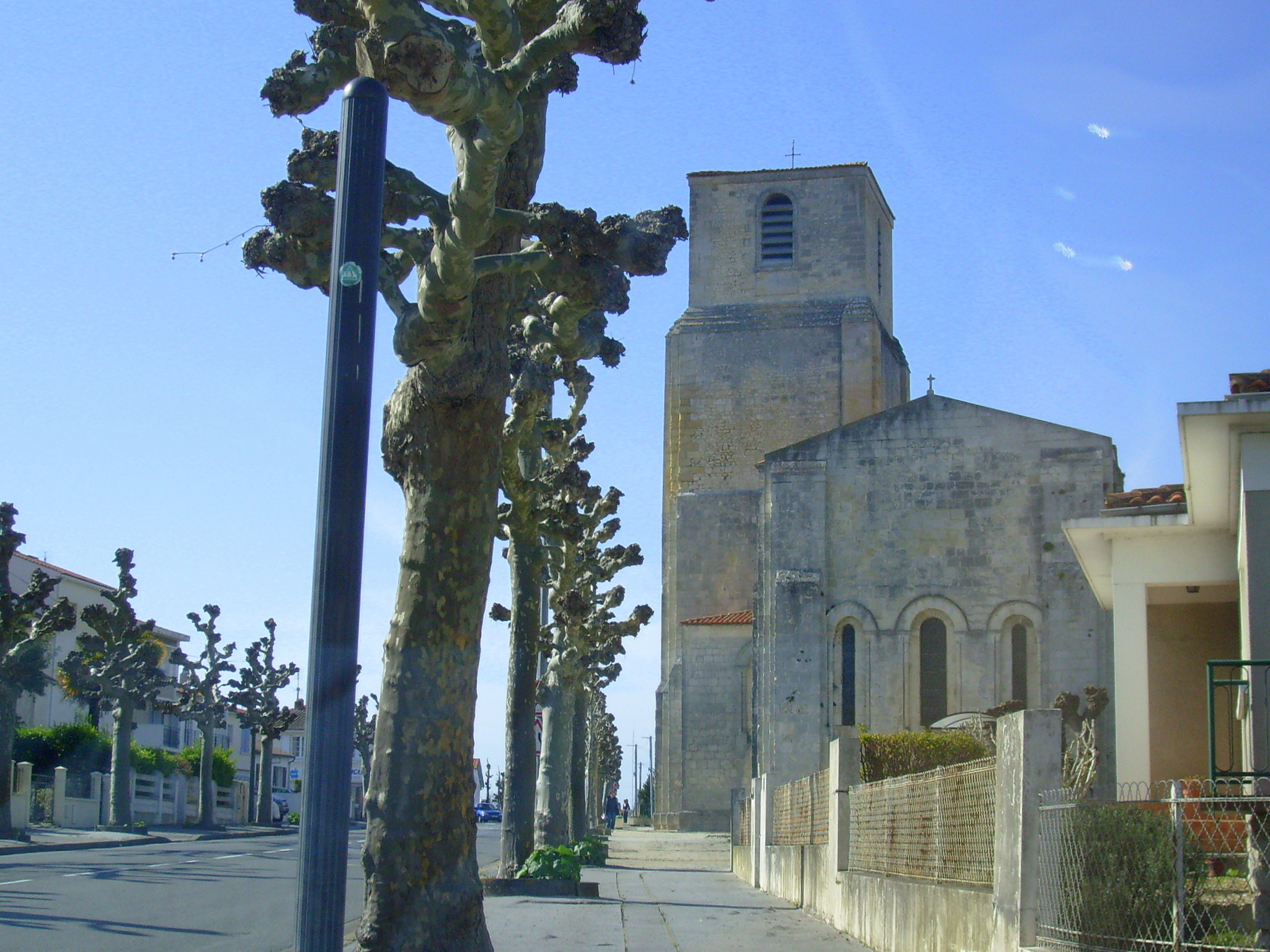
کلیسای پیر مقدس در سال ۲۰۱۰

## آب و هوا
| داده‌های اقلیم Royan               | داده‌های اقلیم Royan | داده‌های اقلیم Royan | داده‌های اقلیم Royan | داده‌های اقلیم Royan | داده‌های اقلیم Royan | داده‌های اقلیم Royan | داده‌های اقلیم Royan | داده‌های اقلیم Royan | داده‌های اقلیم Royan | داده‌های اقلیم Royan | داده‌های اقلیم Royan | داده‌های اقلیم Royan | داده‌های اقلیم Royan |
| ماه                               | ژانویه              | فوریه               | مارس                | آوریل               | مه                  | ژوئن                | ژوئیه               | اوت                 | سپتامبر             | اکتبر               | نوامبر              | دسامبر              | سال                 |
| --------------------------------- | ------------------- | ------------------- | ------------------- | ------------------- | ------------------- | ------------------- | ------------------- | ------------------- | ------------------- | ------------------- | ------------------- | ------------------- | ------------------- |
| میانگین بیش‌ترین °C (°F)           | ۸٫۵ (۴۷)            | ۹٫۹ (۵۰)            | ۱۲٫۱ (۵۴)           | ۱۴٫۷ (۵۸)           | ۱۷٫۹ (۶۴)           | ۲۱٫۳ (۷۰)           | ۲۳٫۸ (۷۵)           | ۲۳٫۵ (۷۴)           | ۲۱٫۸ (۷۱)           | ۱۸٫۰ (۶۴)           | ۱۲٫۶ (۵۵)           | ۹٫۲ (۴۹)            | ۱۶٫۱ (۶۱)           |
| میانگین روزانه °C (°F)            | ۵٫۹ (۴۳)            | ۶٫۹ (۴۴)            | ۸٫۷ (۴۸)            | ۱۱٫۱ (۵۲)           | ۱۴٫۳ (۵۸)           | ۱۷٫۵ (۶۴)           | ۱۹٫۸ (۶۸)           | ۱۹٫۶ (۶۷)           | ۱۷٫۸ (۶۴)           | ۱۴٫۲ (۵۸)           | ۹٫۴ (۴۹)            | ۶٫۶ (۴۴)            | ۱۲٫۷ (۵۵)           |
| میانگین کم‌ترین °C (°F)            | ۳٫۴ (۳۸)            | ۴٫۰ (۳۹)            | ۵٫۴ (۴۲)            | ۷٫۴ (۴۵)            | ۱۰٫۷ (۵۱)           | ۱۳٫۷ (۵۷)           | ۱۵٫۸ (۶۰)           | ۱۵٫۷ (۶۰)           | ۱۳٫۷ (۵۷)           | ۱۰٫۵ (۵۱)           | ۶٫۳ (۴۳)            | ۳٫۹ (۳۹)            | ۹٫۲ (۴۹)            |
| بارندگی میلی‌متر (اینچ)            | ۸۲٫۵ (۳٫۲۵)         | ۶۶٫۱ (۲٫۶)          | ۵۷٫۰ (۲٫۲۴)         | ۵۲٫۷ (۲٫۰۷)         | ۶۱٫۱ (۲٫۴۱)         | ۴۲٫۹ (۱٫۶۹)         | ۳۵٫۱ (۱٫۳۸)         | ۴۶٫۴ (۱٫۸۳)         | ۵۶٫۵ (۲٫۲۲)         | ۸۱٫۶ (۳٫۲۱)         | ۹۱٫۸ (۳٫۶۱)         | ۸۱٫۸ (۳٫۲۲)         | ۷۵۵٫۳ (۲۹٫۷۴)       |
| میانگین روزانه ساعت‌های تابش آفتاب | ۸۴                  | ۱۱۱                 | ۱۷۴                 | ۲۱۲                 | ۲۳۹                 | ۲۷۲                 | ۳۰۵                 | ۲۷۷                 | ۲۱۸                 | ۱۶۷                 | ۱۰۷                 | ۸۵                  | ۲٬۲۵۰               |
| منبع:                             |                     |                     |                     |                     |                     |                     |                     |                     |                     |                     |                     |                     |                     |

## تاریخچه[۶]

### تخریب رویان
در طی جنگ جهانی دوم بیش از ۳۰۰۰ شهروند فرانسوی در این شهر بودند که در طی حملات هوایی نیمی از آنان کشته یا زخمی شدند.

## رویان امروز
این شهر در دههٔ ۱۹۵۰ میلادی بازسازی شده و در برنامهٔ شهرسازی معرف معماری نوین زمان است.

## جمعیت
جمعیت رویان که به رویانیان شناخته می‌شود در طول تاریخ به صورت زیر بوده است:

## گردشگری

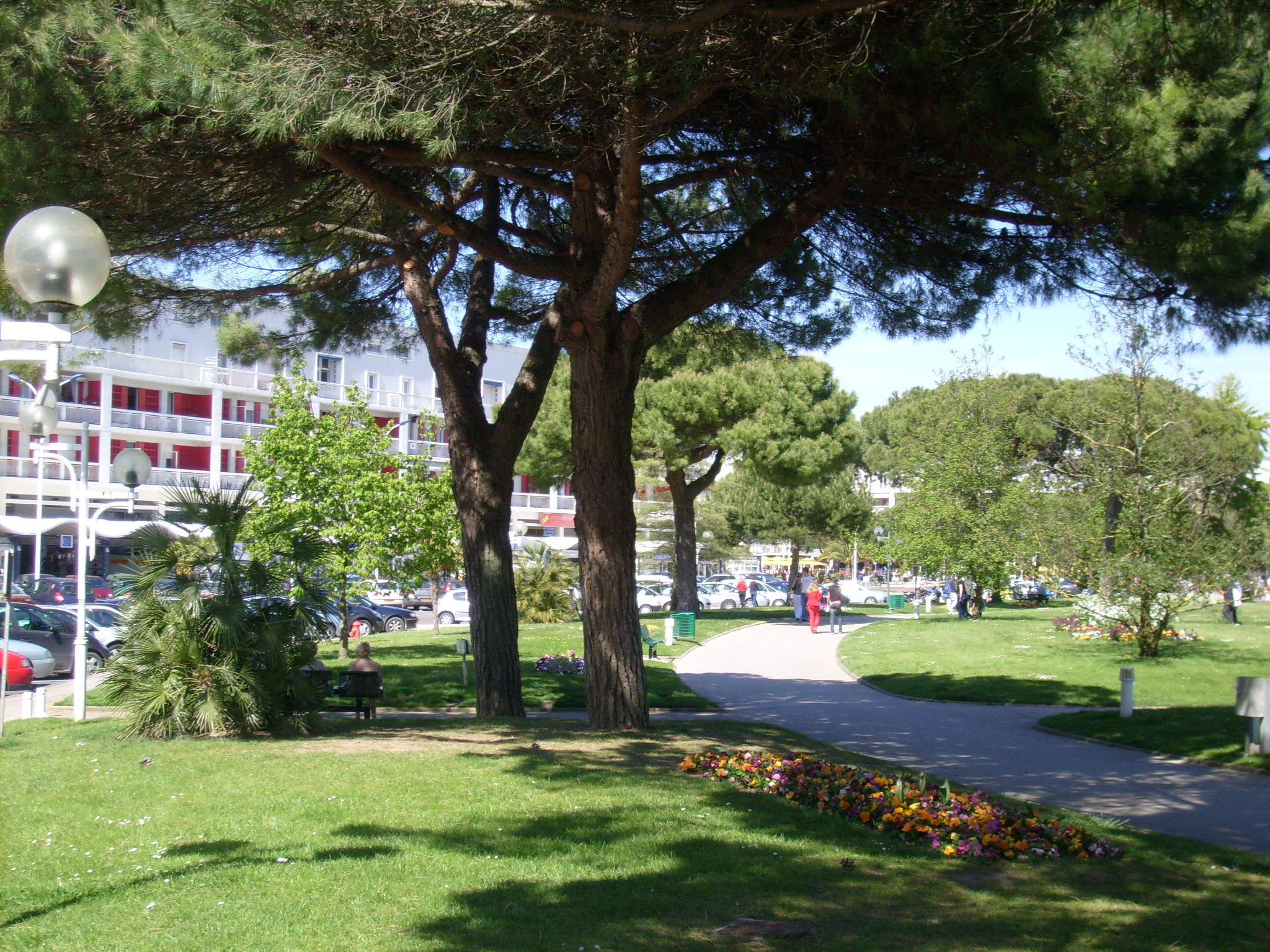

### کلیسای نوتردام
در سه سال توسط ژیلت و مارک هبرارد با همکاری مهندسان برنارد لافایله و رنه سرجر و سنگ ساخته شد.

### کاخ کنگره
کاخ کنگره در سال ۱۹۵۷ میلادی توسط معمار کلاد فرت ساخته شد.

### بازار مرکزی
در سال ۱۹۵۵ توسط معمار سیمون ساخته شد.

## ورزش
استادیوم اصلی شهر استادیوم هانر است که در نزدیکی ایستگاه راه آهن قرار گرفته است.
باشگاه موج سواری در ساحل این شهر ایجاد شده است.

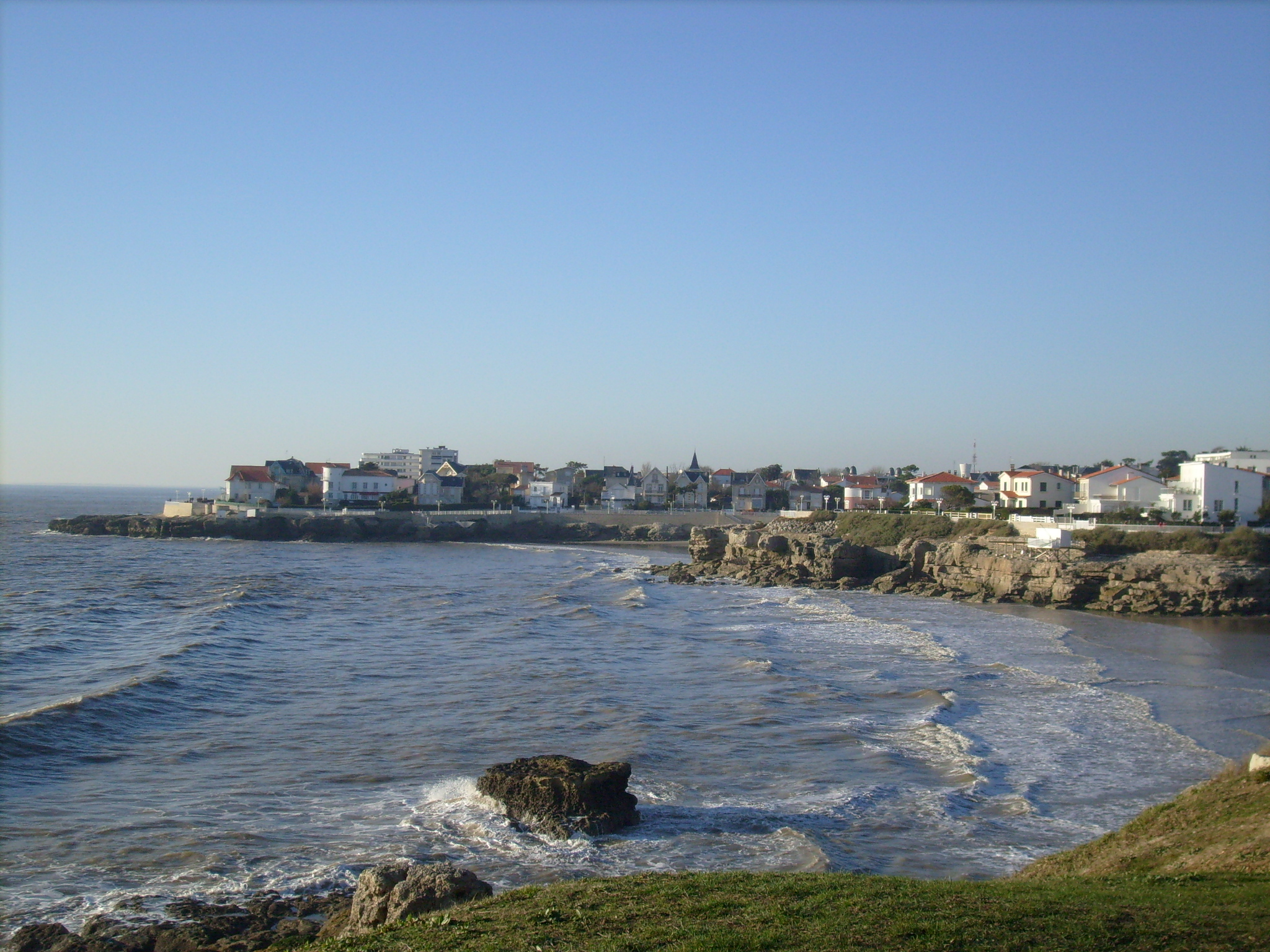

## افراد سرشناس
افراد زیر زادهٔ این شهرند:

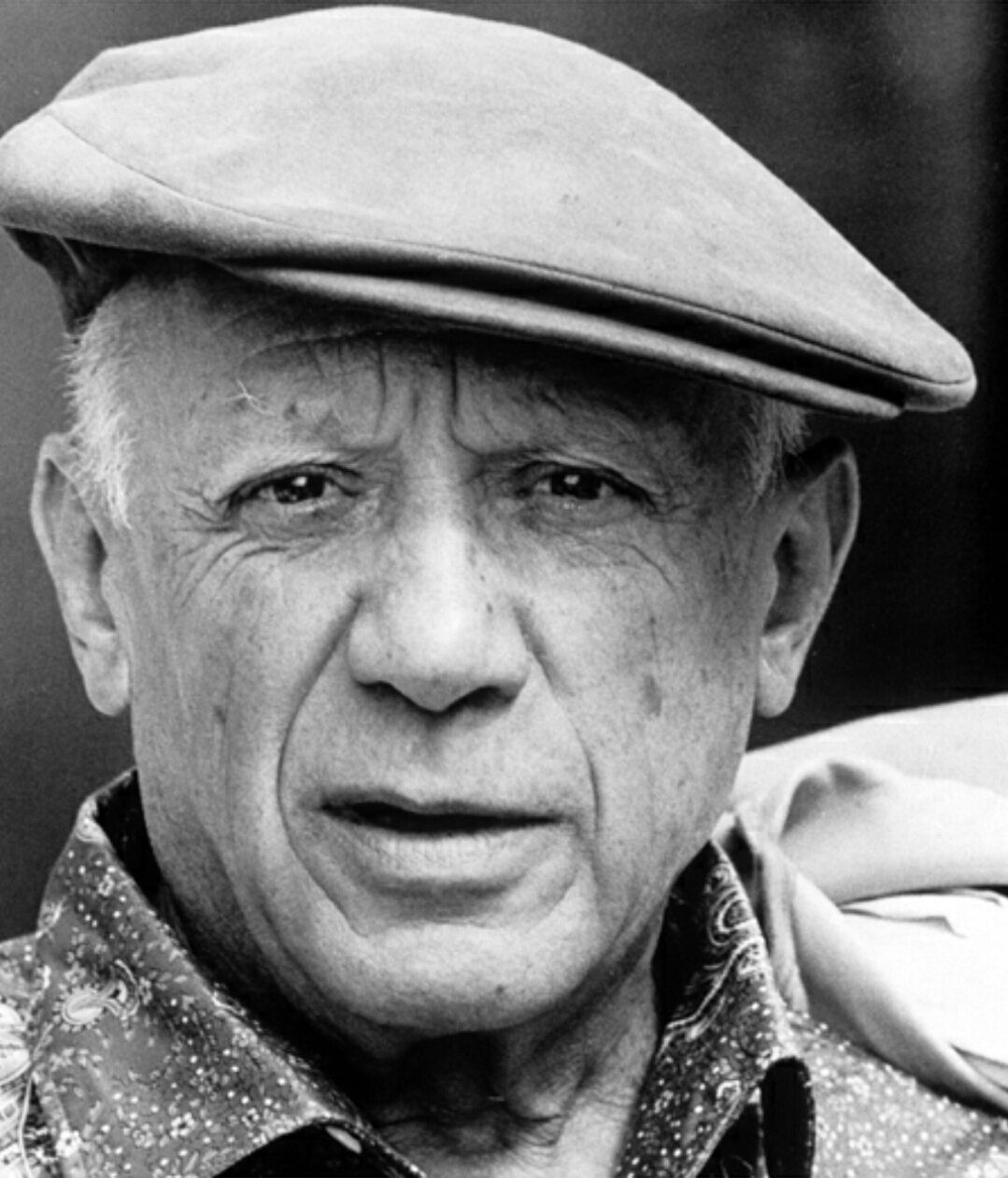
پابلو پیکاسو

- Pierre Dugua, Sieur de Mons (کاشف و تاجر)
- Jacques Fontaine III [نیازمند منبع]
- Eugène Pelletan (نویسنده،روزنامه نگار و سیاست‌مدار)
- Auguste Rateau (مهندس و عضو انجمن علمی فرانسه)

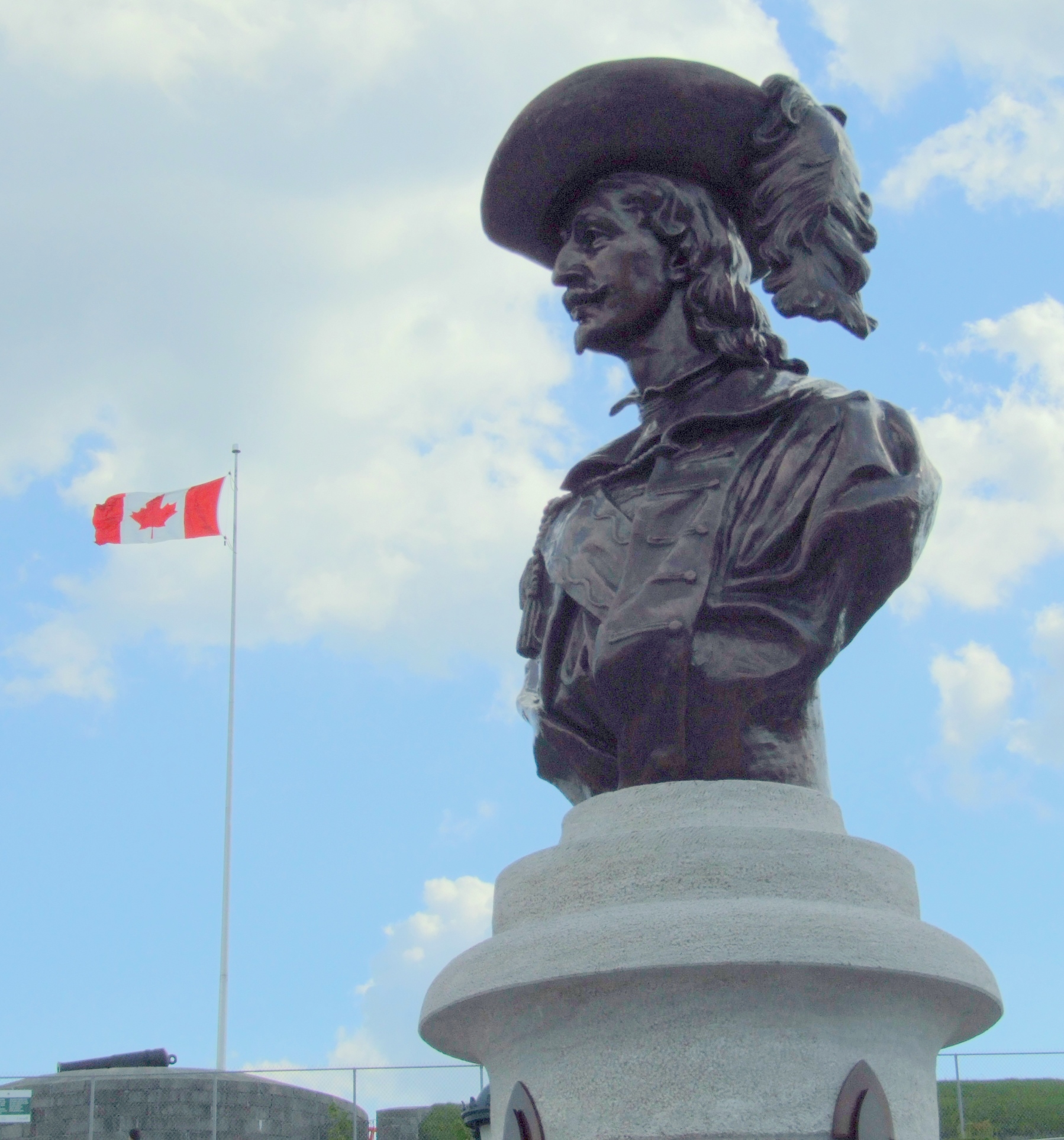
Pierre Dugua de Mons

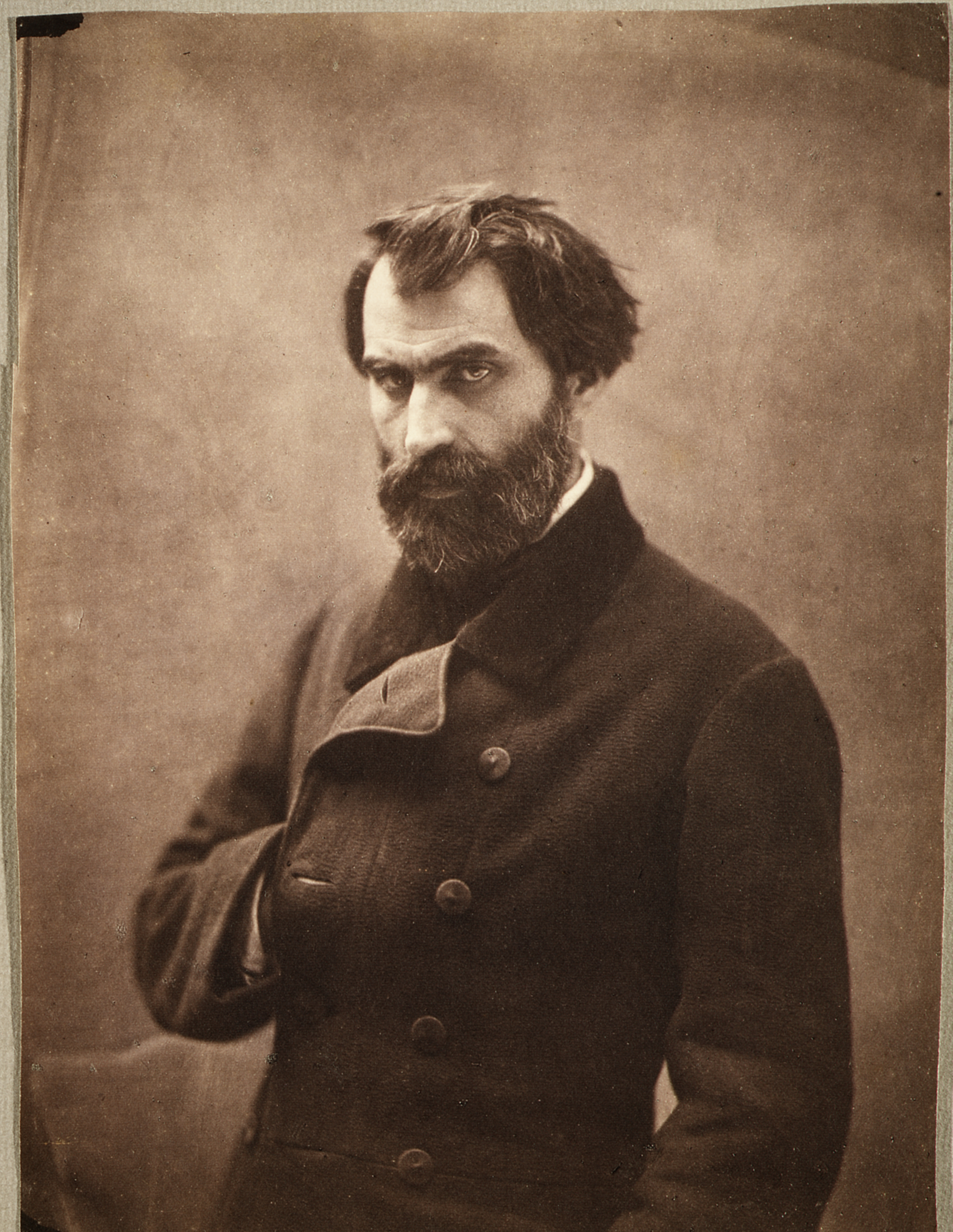
Eugène Pelletan

- Étienne La Vigne